# Slavujevce
Slavujevce (en serbe cyrillique : Славујевце) est un village de Serbie situé sur le territoire de la Ville de Leskovac, district de Jablanica. Au recensement de 2011, il comptait 383 habitants.

## Démographie
| 1948 | 1953 | 1961 | 1971 | 1981 | 1991 | 2002 | 2011 |
| ---- | ---- | ---- | ---- | ---- | ---- | ---- | ---- |
| 538  | 601  | 573  | 540  | 532  | 484  | 431  | 383  |

|  |